# 融点
融点（ゆうてん、独: Schmelzpunkt、仏: point de fusion、英: melting point）とは、固体が融解し液体になる時の温度のことをいう。ヒステリシスが無い場合には凝固点（液体が固体になる時の温度）と一致する。また、三重点すなわち平衡蒸気圧下の融点は物質固有の値を取り、不純物が含まれている場合は凝固点降下により融点が低下することから物質を同定したり、純度を確認したりする手段として用いられる。
熱的に不安定な物質は溶融と共に分解反応が生じる場合もある。その場合の温度は分解点と呼ばれる場合があり、融点に（分解）と併記されることがある。

## 氷点
水の融点を氷点という。気圧や水に含まれる不純物によって変化するが、厳密にはセルシウス度0°Cではなく、0.002 519°C であり、絶対温度で表すと273.152 519 ケルビン (K)である（水#水の性質を参照）。
広義には、水が凝固する温度点の意味でも用いられる。この境界を跨いで温度が変化することで、水分の多い地球上の自然現象や生態系に様々な影響を及ぼすことから、温度の指標として重要なもののひとつである。氷点以下の温度を氷点下という。

## 融点測定法
融点を測定する際、測定系の温度に偏りがないことが重要であるので、種々の工夫が施される。まず、融点を測定する試料は微粉末に粉砕され且つ微量氷を用いることで試料内の温度の偏差を少なくすることが求められる。試料の容器としては一方の端を閉じた毛細管が用いられることがあるが、測定装置によっては2枚の顕微鏡用カバーグラスに挟み込んで容器とするものもある。
また急激に温度を上昇させると試料と温度計との間に温度勾配が発生して測定誤差を生じるため融点を計測する時点での加温は毎分1℃以下の上昇率で測定することが望ましい。
前述のように微粉末として調整するので、表面での乱反射により融解前の試料は不透明である。試料の外見が透明化し始めた温度を融点の下限点とし、融解しきった温度を上限点とすることが通常である。
測定装置は種々の形態のものが存在するが、最も古典的な装置は二重管式温度計に試料を詰めた毛細管を取り付けて温浴で加温する装置が使用される。二重管式温度計に毛細管を貼り付ける目的で温浴の液体として粘性の高い液体が用いられ、濃硫酸ないしはシリコンオイルが用いられることが多く、温度計先端の溜めの近傍に試料が来るように取り付ける。
あるいは融点測定装置では金属のヒートブロックを使って加温し、光の透過率を測定しながら加温を調製しつつ自動的に融点を決定するものも存在する。